# Spirobolus bungii
Spirobolus bungii är en mångfotingart som beskrevs av Brandt 1833. Spirobolus bungii ingår i släktet Spirobolus och familjen Spirobolidae. Inga underarter finns listade i Catalogue of Life.